# 彦根警察署
彦根警察署（ひこねけいさつしょ）は、滋賀県警察に所属する警察署の一つである。琵琶湖においては、多景島までを管轄区域とし、警備艇1隻が配備されている。

## 所在地
- 滋賀県彦根市古沢町660番地3

## 管轄区域
- 彦根市
- 犬上郡
  - 多賀町
  - 甲良町
  - 豊郷町

## 沿革
- 1954年（昭和29年）7月1日：警察法改正により市警察から滋賀県警察に統合となる。
- 2018年（平成30年）4月11日：当時19歳の警察官が上司警察官を射殺[1][2][3]。

## 交番

### 彦根市
- 彦根駅前交番 (彦根市旭町40番地2)
- 本町交番 (彦根市本町二丁目4番9号)
- 高宮交番 (彦根市高宮町大字長田1665番地の6)
- 南彦根駅前交番 (彦根市小泉町280番地4)
- 河瀬駅前交番(彦根市南河瀬町1509番地の8)[1][2][3]
- 稲枝交番（彦根市彦富町909番地の2）

## 警察官駐在所

### 彦根市
- 八坂警察官駐在所 (彦根市八坂町940番地の1)
- 鳥居本警察官駐在所 (彦根市鳥居本町1673番地)

### 多賀町
- 多賀警察官駐在所 (犬上郡多賀町久徳大字久徳133番地の6)
- 大滝警察官駐在所 (犬上郡多賀町大字川相437番地)

### 甲良町
- 甲良警察官駐在所 (犬上郡甲良町大字横関431番地)

### 豊郷町
- 豊郷警察官駐在所 (犬上郡豊郷町大字石畑374番地2)